# Noble (álbum)
Noble (título completo: Noble -Vampires' Chronicle-) é o álbum de estreia da banda japonesa Versailles, lançado em 16 de julho de 2008 pela gravadora Sherow Artist Society. Nos Estados Unidos, foi lançado pela gravadora Maru Music.

## Recepção
Alcançou a 42° posição na parada Oricon Albums Chart e permaneceu por 4 semanas.

## Faixas
| N.º            | Título                             | Duração |  |
| 1.             | "Prelude"                          | 1:33    |  |
| 2.             | "Aristocrat's Symphony"            | 6:15    |  |
| 3.             | "Antique in the Future"            | 5:46    |  |
| 4.             | "Second Fear -Another Descendant-" | 3:08    |  |
| 5.             | "Zombie"                           | 3:52    |  |
| 6.             | "After Cloudia"                    | 4:53    |  |
| 7.             | "Windress"                         | 4:28    |  |
| 8.             | "The Revenant Choir"               | 7:01    |  |
| 9.             | "To the Chaos Inside"              | 3:14    |  |
| 10.            | "Suzerain"                         | 4:20    |  |
| 11.            | "History of the Other Side"        | 9:38    |  |
| 12.            | "Episode"                          | 3:10    |  |
| Duração total: | Duração total:                     | 66:01   |  |

## Ficha técnica

### Versailles
- Kamijo - vocal principal
- Hizaki - guitarra
- Teru - guitarra
- Jasmine You - baixo
- Yuki - bateria

## Noble -Live-
Uma versão do álbum tocada ao vivo foi lançada em 1 de setembro de 2010. Não incluiu as faixas "To the Chaos Inside" e "Episode", mas incluiu o single "Prince".

### Faixas da versão ao vivo
| N.º            | Título                             | Duração |  |
| 1.             | "Prelude"                          | 4:24    |  |
| 2.             | "Aristocrat's Symphony"            | 6:31    |  |
| 3.             | "Antique in the Future"            | 6:13    |  |
| 4.             | "Second Fear -Another Descendant-" | 3:13    |  |
| 5.             | "Zombie"                           | 4:16    |  |
| 6.             | "After Cloudia"                    | 5:14    |  |
| 7.             | "Windress"                         | 4:25    |  |
| 8.             | "The Revenant Choir"               | 6:18    |  |
| 9.             | "Suzerain"                         | 4:35    |  |
| 10.            | "History of the Other Side"        | 9:54    |  |
| 11.            | "Prince"                           | 5:57    |  |
| Duração total: | Duração total:                     | 61:00   |  |